# Daggett Brook (Eagle Lake)
Der Daggett Brook ist ein rund 40 km langer Bach im US-Bundesstaat in Minnesota.
Der Bach entspringt in einem Sumpfgebiet im westlichen Cass County auf etwa 416 m Seehöhe. Er fließt zuerst durch Feuchtgebiete in nördliche und dann östliche Richtung. Am Mittellauf durchfließt der Daggett Brook vier benachbarte Seen. Der erste See ist der Lake George, danach folgt der 6,4 km² große Washburn Lake sowie die zwei sehr kleinen Seen Donut Lake und Mule Lake. Nach diesen Seen wendet sich der Daggett Brook nach Süden und erreicht das Crow Wing County. Dort mündet er in den Mitchell Lake, dem vorletzten See auf dem Weg des Daggett Brook. Kurz nach Verlassen des Mitchell Lake endet der kleine Fluss im gut einen Kilometer entfernten Eagle Lake.
Der den Eagle Lake entwässernde Fluss trägt im Geographic Names Information System den Namen Daggett Creek, wird aber auch als Daggett Brook bezeichnet. Ein im Südosten des Crow Wing County fließender Bach trägt ebenfalls den Namen Daggett Brook (siehe Daggett Brook (Nokasippi River)).
Das Einzugsgebiet des Daggett Brook umfasst nach Angaben des USGS 315 km² und besteht zu 9 % aus Seen und Teichen. Es ist Teil des Mississippi-Einzugsgebiets. Größter Zufluss des Baches ist der Crooked Creek, der in den Mitchell Lake mündet.